# テレビマガジン

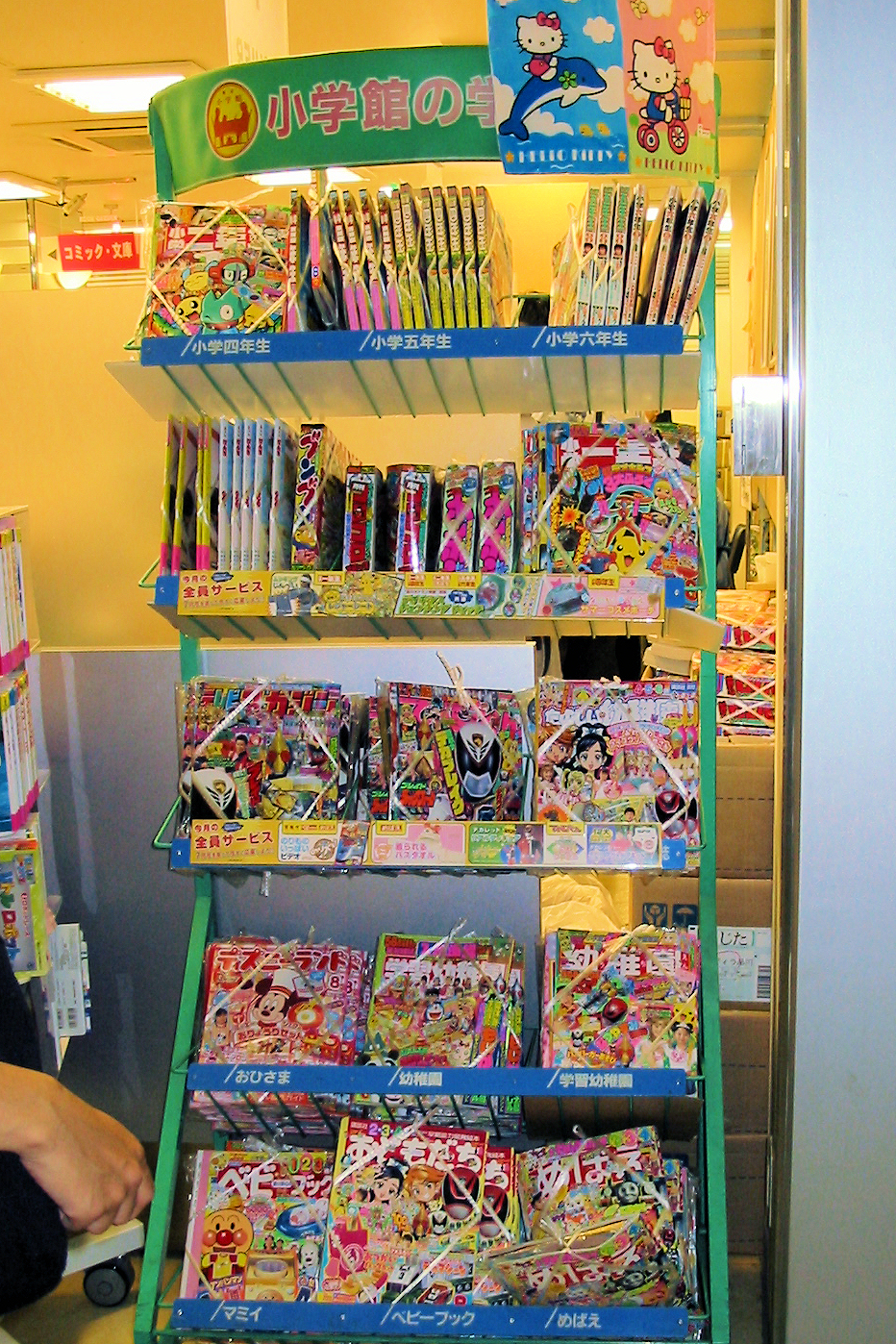
『テレビマガジン』が並ぶ売場（上から3段目（下から3段目）の左端。2004年撮影）

『テレビマガジン』は、講談社より発行されている主に未就学児童向けのテレビ雑誌である。通称はテレマガ。
創刊から2021年6月発売の同年7月号までは基本的に月刊（巻号表記は翌月）であったが、同年7月発売の8・9月号から2022年12月末発売の2023年2・3月号までは隔月刊、そして2023年2月末発売の4・5・6月号以降は3か月に1回の季刊へ移行した。

## 概要
日本初の児童向けテレビ情報誌。講談社発行の幼年・児童・少年・少女向け雑誌の中では、『なかよし』『たのしい幼稚園』『週刊少年マガジン』『別冊フレンド』に次いで歴史が長い。
男子児童をメインターゲットにしているが、『プリキュアシリーズ』や『セーラームーンシリーズ』に代表される女児向け作品の一部が掲載されていた時期もごくまれにある。創刊から2000年代までは未就学児童から小学生低学年向けだったが、現在は読者の対象年齢を下げて、3歳から5歳までの未就学児向けになっている。
2023年現在のタイアップホビーは、「トランスフォーマー」シリーズおよび、シュライヒ社の恐竜・怪獣玩具の2つである。20世紀は「ミクロマン」「ダイアクロン」、ならびに「トランスフォーマー」シリーズのタカラ（現:タカラトミー）の玩具がメインだったが、武者ガンダム・騎士ガンダム関連のSDガンダムをメインに、バンダイ系ホビーを中心にしていた時期もあった。
創刊から2010年代までは音羽グループのキングレコードと日本コロムビアを中心に、音楽関連のタイアップをしていた時期もある。
関連書籍では、1986年発行の『仮面ライダー大全集』に単を発した特別編集シリーズがその資料性の高さから好調な売れ行きをマークし、現在も不定期ながらマニア向けのムック本を刊行している。
小学館の『てれびくん』が現在唯一の競合雑誌だが、本誌の発行部数も近年は5-7万部で、20万部を持つ競合誌に圧倒的に差をつけられている。創刊からの増刊も含めた通巻ナンバーに関しては一貫して記載されていない。競合誌では『てれびくん』では創刊200号と250号、700号が、『テレビランド』では創刊100号の記念号があった。

## 歴史
『仮面ライダー』を全面的に取り上げることを目的とし、講談社の第三編集局長だった取締役の牧野武朗と局次長の石森俊夫が、『週刊少年マガジン』編集部員の田中利雄にもちかけて創刊した。命名は牧野による。準備を始めたのが1971年6月だったので、11月2日発売の創刊号（1971年12月号）までは実質的に3か月ほどしかなかった。当初は巻頭に「少年マガジンコミックス」と掲げてあるとおり、編集長の宮原照夫以下、『週刊少年マガジン』の編集部員4人がスタッフを担当していたが、宮原は前編集長から引き継ぎされたばかりであったこともあり、実務には田中利雄と加賀博義が当たっていた。田中は1960年代には同誌のグラビア班としてウルトラシリーズに携わっており、特写スチールの扱いに長けていた。
当初は幼児絵本のようなカラー口絵に2色刷り画報という装丁で、創刊号は実売13万部と低迷した。そこで1972年3月号から誌面刷新を図り、イラスト主体から新着スチールを多用したグラフ主体に移行した。このリニューアルは功を奏し、1972年4月号では実売率90パーセント代後半にまで達した。以降も毎月3万部ずつを積み増し、1973年6月号では発行部数最高68万部というピークを迎えた。
『仮面ライダーシリーズ』や『マジンガーシリーズ』といった人気番組の企画会議に編集者が積極的に参加し、番組の進行に沿って雑誌上で特集を組むことにより、子供たちから絶大な支持を受けることになる。特に特定のヒーロー作品に関する100の秘密事項を取り上げた「ひみつ100」特集などは好評を呼んだ。
本誌の創刊後、1972年に秋田書店の漫画雑誌『冒険王』が『仮面ライダー』を中心とした内容に転換し、1973年には黒崎出版から同種の『テレビランド』が創刊（のちに徳間書店へと変更）されるなど、追随する競合誌とともに新たなジャンルを築いていった。
しかし1970年代後期に入ると、『仮面ライダーシリーズ』『マジンガーシリーズ』の終了や、『てれびくん』の創刊によって当時の主力特撮・アニメ作品の大半の掲載権を『てれびくん』を発行するライバル関係の小学館に独占され、特に『ウルトラマン』に代表される円谷プロダクション作品はしばらく、1980年代までは『トリプルファイター』や『ウルトラマン80』などの一部作品以外は、小学館の独占契約になっていた。ラインナップの面で不利を強いられた本誌は打開策として、オリジナルまんが企画や『ミクロマン』・ラジコンなどのホビー情報や、仮面ライダーやゴジラのリバイバル特集などの試行錯誤でしのぎ続けた。
1980年以降は、復活した『ウルトラマンシリーズ』『仮面ライダーシリーズ』や新たに『スーパー戦隊シリーズ』『メタルヒーローシリーズ』『トランスフォーマー』がメインを飾り、特撮作品の記事が誌の大半以上を占めるようになった。おもちゃ記事は、兄弟誌の『コミックボンボン』に受け継がれていたが、後に『ボンボン』が休刊となり、現在、おもちゃ記事は本誌で掲載している。
1984年1月号から、サイズをそれまでのB5からA4へ変更した。
2006年9月号から親読者向け企画「ようこそ!!テレマガcafe」をスタートさせ、特撮作品に出演している俳優陣の対談企画を実施していたが、2010年10月号以降は廃止された。
テレビマガジンの公式ホームページは2011年3月に開設された「講談社こども倶楽部」という児童誌総合サイトに統合されたが、2011年2月までは単独で存在した。また、本誌の記事情報と付録の詳細は、YouTubeの『キッズボンボン』で配信している。
2020年、創刊以来初となる合併号（8・9月号）が刊行された。創刊50周年のタイミングとなる翌2021年8・9月号以降は、2か月に1回（実質的に隔月刊）の発行へ変更したが、2023年4・5・6月号から、3か月に1回の季刊へ移行した。2024年2月28日発売号からは月号表記から四季号表記に切り替わった。
2021年12月から、講談社の情報サイト『コクリコ』内に『TELEMAGA.net』を開設。幼年向けの本誌とは異なり、大人向けの内容となっている。

## 記事・付録

### ヒーロー記事
- アニメ作品は、2023年現在は『週刊少年マガジン』『モーニング』などの自社作品のみ掲載。月刊誌・隔月誌の頃は、小学館を除く他社作品が本誌で掲載されることがあった。
- 『ガンダムシリーズ』や『マジンガーシリーズ』『トランスフォーマー』シリーズなどのロボットアニメには積極的に特集記事を組んでいる。
  - 『マジンガーシリーズ』と同じく永井豪原作のロボットアニメだった『ゲッターロボ』は、小学館の掲載であったため、テレビマガジンには掲載されなかったが、『東映まんがまつり』における劇場映画でマジンガーとゲッターが共演する作品が公開された際には、映画公開にあわせて、ゲッターシリーズの記事を特別掲載していたことがある。
  - 『機動戦士ガンダム』シリーズは1980-1990年代は講談社がほぼ独占掲載していたため、兄弟誌『コミックボンボン』と共に、アニメの情報のほか、ガンプラの情報も掲載していた。武者ガンダムや騎士ガンダムも含めて『SDガンダム』も積極的に掲載していた。2000年代以降からは『ガンダム』シリーズの雑誌掲載の主導権が『ガンダムエース』『電撃ホビーマガジン』の角川グループ、2010年ごろには『コロコロコミック』『てれびくん』など小学館の雑誌でも掲載されるようになり、他社のガンダム作品を掲載できない講談社は、事実上ガンダムシリーズの雑誌掲載権を手放すことになった。その後は『復活ボンボンシリーズ』で『SDガンダム』関連の漫画が復刊されたことを期に『SDガンダム』のみ雑誌掲載権を復帰。2022年現在も不定期に関連本を刊行している。
  - 『聖戦士ダンバイン』『装甲騎兵ボトムズ』『勇者シリーズ』などのサンライズ制作のロボットアニメは、『魔神英雄伝ワタルシリーズ』『エルドラン三部作』などの小学館主導の作品をのぞいてほぼすべて掲載していた。『伝説巨神イデオン』はテレビ版放送時は掲載していなかったが、1982年の劇場版公開時に初掲載した。
  - バンダイの『マシンロボ』と『ムゲンバイン』シリーズに関しては、小学館の掲載のため、一切掲載していない。ただし、1992年に展開した派生シリーズ『CGロボ』はテレビマガジンのみ掲載していた。また2003年のテレビシリーズ『出撃!マシンロボレスキュー』ではテレビマガジンでも掲載していた。
  - タカラトミーの『トランスフォーマー』シリーズは、1985年放送の『戦え!超ロボット生命体 トランスフォーマー』から長い間雑誌掲載が続いており、現在も『トランスフォーマー キスぷれ』『トランスフォーマー レジェンズ』などの15歳以上対象の商品や、小学館主導の『参乗合体 トランスフォーマーGo!』（侍チーム編）などの一部のシリーズを除き、本誌のメインコンテンツとして掲載している。また、東映制作のTVアニメシリーズのコミカライズ（『トランスフォーマー ザ☆コミックス』参照）も連載されていた。2015年展開のアニメ『トランスフォーマー アドベンチャー』以降の作品から本誌主導で玩具付録を出しており、2019年に展開されたネットアニメ『トランスフォーマー サイバーバース』からはテレマガ独占掲載に戻った。『トランスフォーマー』は、2025年現在、講談社が唯一扱うタカラトミーホビーとなっている。
  - 小学館・SHOPRO主導の『トミカ』と『プラレール』のメディアミックスアニメ（『トミカハイパーレスキュー ドライブヘッド-機動救急警察-』『トミカ絆合体 アースグランナー』『新幹線変形ロボ シンカリオン』シリーズなど）に関しては、本誌および『おともだちゴールド』などの講談社幼年誌では掲載していない。ただし、『シンカリオン』に関してはアニメ3作目『シンカリオン チェンジ ザ ワールド』より本誌のみ掲載していた。
- ウルトラシリーズは、長年小学館の独占掲載状態が続いていたため、1980年代まではアニメ作品の『ザ☆ウルトラマン』、およびその後番組とになる実写作品『ウルトラマン80』のテレビシリーズ放送時のみの掲載であったが、1988年には過去のシリーズの再編集で構成された帯番組『ウルトラ怪獣大百科』の放送が開始されたことをきっかけに、過去のウルトラシリーズの記事を掲載するようになった。1990年代からは、海外で制作された作品群および平成シリーズの初期3部作を独占掲載した。また、後にビデオドラマシリーズ化される『ウルトラマンネオス』も、1995年のキャラクターデビュー時期から特集していた。
  - 2007-2009年度に展開された『ウルトラマンメビウス外伝』シリーズ、2010-2013年度展開の『ウルトラマンゼロ』は、競合誌のてれびくんと共に雑誌掲載していたが、オリジナル怪獣が登場するてれびくんとは違い、オリジナル怪獣は登場しなかった。
  - 『ウルトラマンメビウス&ウルトラ兄弟』以降のウルトラシリーズ関連の映画は、小学館が製作委員会に加わっているのに対し、講談社は広報協力としての参加である。
  - 2022年現在も続いている『ニュージェネレーション』の公式外伝『ウルトラギャラクシーファイト』シリーズなどのネットムービーは、小学館主導の掲載のため、本誌は掲載していない。

### 歴代ヒーロー特集
- 創刊記念号となる毎年12月号には、1980年代初期-2000年代末期まで毎年、ポスターやカード、別冊などの付録や本誌記事で、かつて掲載されていた特撮作品および、年度によってはアニメ作品も加えた歴代掲載作品のヒーローの総特集が組まれていた。1970年代には不定期だったが、1981年の創刊10周年を期に毎年の定番企画となった。
- また、12月号でなくとも、1990年ごろから、まれに歴代ヒーローの総特集が行なわれることもあり、創刊35周年を迎えた2006-2007年度には、ほぼ毎月歴代ヒーロー特集が掲載されていた。
- 2010年以降、12月号の創刊記念企画が展開されないことが多くなり、大きな節目の際に限られるようになった。ただし、創刊記念企画を展開できなかった年度でも、その代替的な歴代ヒーロー特集を組む場合があり、平成から令和に変わる直前の2019年5月号では、平成期に制作された特撮ヒーロー作品を振り返る記事が企画されていた。

### おもちゃ情報
- 近年はシュライヒ社製造・販売の恐竜玩具を掲載。この玩具ジオラマを使った恐竜の紹介記事「はくりょくスクープ！大恐竜タイムス」を連載中。
- 『テレビマガジン』で掲載されているデータカードダス関連の記事は、長きにわたり『仮面ライダーバトル ガンバライジング』のみ掲載していたが、『ガンバライジング』展開終了とともに掲載終了した。
- 本誌巻末には、競合誌てれびくんと同じく、その月に発売される予定の玩具、食玩、ゲームの情報コーナーを設けていたが、季刊誌に切り替わってからは、玩具情報コーナーは廃止された。

### 付録、読者サービス
- 付録には掲載されている作品のキャラクターや登場メカのペーパークラフトがメインである。歴代ヒーロー特集でも触れられているように、かつては別冊付録が付くこともあったが、トランプやカード、ポスターの付録も多い。
- 玩具付録では、競合誌『てれびくん』が特撮ヒーローのDXなりきり玩具などにも対応可能な雑誌限定玩具付録を積極的に出すのに対し、本誌は消極的で、チープトイを出すことが多い。また、講談社が刊行している特撮ヒーロー関連のお遊びムック（『〜とあそぼう』シリーズ）でソフビヒーローなどの食玩・ガシャポン系玩具付録を出すことがある。
- 毎年2月号には、掲載されている作品のキャラクターを使った『大金持ちゲーム』という、すごろくゲームの付録が付いていたが、2000年代後半からは不定期展開となっている。
- 競合誌『てれびくん』と同じく、東映ヒーローオリジナルビデオ（現在はDVD）の誌上通販企画（読者サービス）が行われていた。競合誌『てれびくん』が『仮面ライダー』シリーズであるのに対し、『テレビマガジン』は『スーパー戦隊』シリーズである。スーパー戦隊とくせいビデオ（またはDVD）全員サービスは、1994年の『忍者戦隊カクレンジャー』から2011年の『海賊戦隊ゴーカイジャー』まで行われ、2012年の『特命戦隊ゴーバスターズ』から2015年の『手裏剣戦隊ニンニンジャー』までは、スーパー戦隊とくせいDVDは付録で出していたが、2016年以降は現在全員サービスは行っていない。その後、スーパー戦隊関連DVDは、2018年に一度『てれびくん』主導で復活したが、それ以降は展開されなくなった。なお、競合誌てれびくん特別編集の公式資料本『超全集』では、テレマガとくせいDVDのみ登場するテレマガとくべつフォームは一切掲載していない。
- 『データカードダス』対応のカードを付録は、2023年現在行われていない。月刊誌・隔月誌の頃は、年1回ペースで『仮面ライダーバトル ガンバライド』と『ガンバライジング』カードのみ付録で出していた。また、競合誌『てれびくん』で積極的に行なっている読者が考えたオリジナルキャラクターやオリジナル必殺技募集コンテストなどの読者投稿企画は『テレビマガジン』では全く行なわれていない。
- 2009年ごろから2015年ごろまでは、歴代東映ヒーロー関連（特に戦隊関連）のDVDが付録になっていたこともある。ただし、権利の関係上、その作品のBGMは別の曲に差し替えられている。2016年以降は別の付録に切り替わったため廃止した。

### 増刊号
- 1973年に仮面ライダーを大々的に扱った増刊を刊行して以降、特定の作品のみを扱った傾向だったが、1975年からまんが作品を大量に掲載した増刊号を年に3回刊行する体制がとられ、1978年まで続いた。以降はヒーロー作品の特集を主体とした増刊が、1989年まで不定期に刊行された。
- 2008-2009年には、アニメの第5シリーズが放送されていた『ゲゲゲの鬼太郎』の総集編2冊と、「テレまんがヒーローズ」を刊行。なお『鬼太郎』は第6シリーズが放送中の2018年にも総集編が刊行されているが、こちらは講談社MOOKでの扱いとなっている。
- 2010年からは当時の仮面ライダー・スーパー戦隊作品を取り上げた「○○とあそぼう!」シリーズが刊行されたが、2013年の「仮面ライダーウィザードとあそぼう!」を最後にシリーズの刊行は講談社MOOKへと移行。以後増刊号は刊行されていない。
- 増刊とは別にテレビマガジン別冊として1977年に刊行された「ミクロマンブック」がある。

### その他
- 競合誌てれびくんと同じく、掲載されている作品のキャラクターや登場メカをかたどったクイズ、迷路遊びの落書きページがある。
- 連載漫画は、創刊当初からヒーロー作品のコミカライズを多く掲載していた。しかし年代を下るごとに連載本数は減少し、『へろへろくん』の終了以降は連載漫画はしばらくの間行われなかったが、2016年7月号から9月号まで『かいじゅうキング ゴジラ』の漫画を掲載していた。現在も3タイトルの漫画が連載されている。

## 現在の掲載作品
※付きの作品は、競合誌『てれびくん』にも掲載されている作品を表す。

### 定期掲載
特撮ヒーロー、アニメ
- スーパー戦隊シリーズ※
  - ナンバーワン戦隊ゴジュウジャー 2025年春号 -
- 仮面ライダーシリーズ※
  - 仮面ライダーガヴ 2024年秋号 -
- ウルトラシリーズ※
  - ウルトラマン ニュージェネレーション スターズ （第3期）2025年春号
- ARMORED SAURUS アーマードサウルス 2025年春号
- テレマガ推しアニメ

おもちゃ
- トランスフォーマーシリーズ
  - トランスフォーマー ワイルドキング TELEMAGA.NET先行掲載
- ダイアクロン（新版）
- はくりょくスクープ！大恐竜タイムス（第2期） [注釈 2]2018年7月号 -
- ELDRADOR [注釈 3]2023年2・3月号 -
- 艦隊これくしょん -艦これ-

まんが
- まんが トランスフォーマー ごー！ごー！(作：みのこ、作画：小田ハルカ、監修：タカラトミー) 2021年2月号 -
- おばけずかん(講談社の絵本『おばけずかん』シリーズより参加)2019年12月号 -
- つば九郎チャレンジ〜いろんなことをつば九郎とやってみる〜(作画：まがりひろあき、協力：東京ヤクルトスワローズ) 2021年4月号 -

その他
- わかるかな?テレビ人気ものなぞなぞ（クイズ出題・イラスト：とや邦行）
- 人気ヒーローと遊ぼう クイズめいろランド
- テレマガおすすめ映画情報
- ようこそ!!テレマガcafe（親読者向け情報記事）

### 不定期掲載
- GoGo RCクラブ 2016年5月号 -
- テレビマガジンヒーローデータファイル（特撮ヒーロー、メカ、敵怪人、怪獣の解剖図。現在休載中。）

## 過去の掲載作品
量が多いため、伸縮型のメニューとして掲載する。右にある[表示]をクリックすると一覧表示される。◆は漫画（コミカライズ）の掲載が無く、記事のみの作品（ただし増刊号に漫画が掲載された作品もあるため、それぞれ個別に#増刊号一覧を参照のこと）。

## 増刊号一覧
| 刊行年 | 号名                                                                   | 本誌巻数     | 概要 |
| ------ | ---------------------------------------------------------------------- | ------------ | --- |
| 1973年 | 9月号増刊・仮面ライダー大百科号                                        | 第3巻第10号  | 「仮面ライダー」「仮面ライダーV3」を全般的にフィーチャーした特集号。 |
| 1974年 | 8月号増刊・マジンガーZ大百科号                                         | 第4巻第9号   | 「マジンガーZ」を全般的にフィーチャーした特集号。 掲載漫画 「とくべつ版 マジンガーZ 誕生編」 |
| 1975年 | 1月号増刊・アマゾンライダーと天才バカボン大特集号                      | 第5巻第2号   | 「仮面ライダーアマゾン」と「天才バカボン」を全般的にフィーチャーした。 掲載漫画 「天才バカボンまんが大会」 |
| 1975年 | 4月号増刊・3大ヒーロー大百科号                                         | 第5巻第6号   | 「グレート・マジンガー」「ゲッターロボ」「仮面ライダーストロンガー」を全般的にフィーチャーした。 掲載漫画 「グレート・マジンガー対ゲッターロボ」                                                                                              |
| 1975年 | 8月号増刊・人気まんが7大ヒーロー大行進ジャンボ号                       | 第5巻第11号  | 掲載漫画 「決死戦7人ライダー」 「ジャンジャジャ〜ン ボスボロットだい」 「天才バカボン」 「宇宙円盤大戦争」 「勇者ライディーン」 「グレート・マジンガー対ゲッターロボG 空中大激突!」                                                           |
| 1976年 | 1月号増刊・人気ヒーロージャンボ号                                      | 第6巻第2号   | 掲載漫画 「グレンダイザー対ダブル＝マジンガー」 「元祖天才バカボン」 「鋼鉄ジーグ 大空中戦」 「ジャンジャジャ〜ン ボスボロットだい」 「7人ライダー最後の大決戦」 「大けんしょうつき科学まんが ミクロマン」 「アクマイザー3 きょうふの地底戦」 |
| 1976年 | 4月号増刊・8大ヒーロージャンボ号                                       | 第6巻第6号   | 掲載漫画 「ジャンジャジャ〜ン ボスボロットだい」 「元祖天才バカボン」 「アクマイザー3」 「勇者ライディーン」 「鋼鉄ジーグ」 「ミクロマン」 「まんが巨編 グレンダイザー対グレート・マジンガー」                                                |
| 1976年 | 8月号増刊・夏休み新ヒーローせいぞろいジャンボ号                        | 第6巻第11号  | 掲載漫画 「グレンダイザー★ゲッターロボＧ★グレート・マジンガー 決戦!大海獣」 「ミクロマン」 「おなり〜っ ボロッ殿だい」 「宇宙鉄人キョーダイン」 「元祖天才バカボン」 「超神ビビューン」 「ぐるぐるメダマン」                                  |
| 1977年 | 1月号増刊・10大ヒーロー大行進まんが号                                  | 第7巻第2号   | 掲載漫画 「おなり〜っ ボロッ殿だい」 「円盤戦争バンキッド」 「忍者キャプター」 「宇宙鉄人キョーダイン」 「ぐるぐるメダマン」 「バトルホーク」 「元祖天才バカボン」 「マグネロボ ガ・キーン」 「ミクロマン」 「UFOロボ グレンダイザー」        |
| 1977年 | 4月号増刊・人気ヒーロー大登場ジャンボ号                                | 第7巻第6号   | 掲載漫画 「大鉄人17」 「ジャイアンツ こども野球教室」 「おなり〜っ ボロッ殿だい」 「ミクロマン」 「氷河戦士ガイスラッガー」 「快傑ズバット」 「ホームランコング」 「ゴッドニャン」                                                            |
| 1977年 | 8月号増刊・夏休みスーパーカー人気まんが大行進ジャンボ号                | 第7巻第11号  | 掲載漫画 「ひみつ指令 マシン刑事999」 「タラントくん」 「ゴーゴー悟空」 「惑星ロボ ダンガードA対昆虫ロボット軍団」 「F1レーサー赤いハヤブサ」 「ホームランコング」 「ミクロマン」                                                             |
| 1978年 | 1月号増刊・スーパーカーと人気まんが号                                  | 第8巻第2号   | 掲載漫画 「新巨人の星」 「ドキューン 一発あたりくん」 「ひみつ指令 マシン刑事999」 「とびだせ!マシーン飛竜」 「グランプリの鷹」 「おれは鉄兵」 「ミクロマン」                                                                                 |
| 1978年 | 4月号増刊・飛べ!孫悟空と人気まんが号                                   | 第8巻第6号   | 「飛べ!孫悟空」を中心とした内容で構成。 掲載漫画 「飛べ!孫悟空」 「グランプリの鷹」 「新巨人の星」 「ドキューン 一発あたりくん」 「ミクロマン」                                                                                               |
| 1978年 | 9月号増刊・仮面ライダーと人気まんが号                                  | 第8巻        | 掲載漫画 「ミクロマン」 「かえってきた7人ライダー」 「ラジコン探偵団」 「スパイダーマン」 「飛べ!孫悟空」 「タイマニック」 「レッツゴー!しゅんちゃん」                                                                                        |
| 1980年 | 8月号増刊・夏休みびっくり増刊号                                        | 第10巻第9号  | |
| 1987年 | 5月号増刊・超人機メタルダー・光戦隊マスクマン ドッキリまるごと超百科号 | 第17巻       | |
| 1987年 | 8月号夏休み増刊・トランスフォーマー ザ・ヘッドマスターズ超百科号       | 第17巻       | |
| 1989年 | 8月号増刊・ウルトラマン大特集号                                        | 第19巻       | |
| 1997年 | 8月号夏休み増刊・ウルトラマンティガわくわくブック                      | 第27巻第9号  | 「ウルトラマンティガ」を全般的にフィーチャーした。 |
| 1998年 | 1月号冬休み増刊・ウルトラマンダイナわくわくブック                      | 第28巻第2号  | |
|        | 冬休み増刊・ウルトラマンガイアわくわくブック                           |              | |
| 2002年 | 8月号増刊・夏休み映画わくわくブック                                    | 第32巻第9号  | 当時の掲載作品の劇場版作品を紹介。 |
| 2008年 | 4月号増刊・テレまんがヒーローズ                                        | 第38巻       | |
| 2008年 | 5月号増刊・ゲゲゲの鬼太郎 総集編 春号                                  | 第38巻第6号  | 「コミックボンボン」増刊として刊行された第1号、「別冊ボンボン」として刊行された冬号の続編にあたる。 |
| 2008年 | 増刊・ゲゲゲの鬼太郎 総集編 夏号                                       | 第38巻       | |
| 2008年 | 9月号増刊・テレまんがヒーローズ                                        | 第38巻第13号 | |
| 2009年 | 1月号増刊・テレまんがヒーローズ                                        | 第39巻       | |
| 2009年 | 4月号増刊・テレまんがヒーローズ                                        | 第39巻       | |
| 2009年 | 9月号増刊・テレまんがヒーローズ                                        | 第39巻       | |
| 2010年 | 6月号増刊・ゴセイジャーとあそぼう!                                     | 第40巻       | |
| 2010年 | 8月号増刊・ゴセイジャーとあそぼう!                                     | 第40巻       | |
| 2011年 | 1月号増刊・ゴセイジャーとあそぼう!                                     | 第41巻       | |
| 2011年 | 6月号増刊・仮面ライダーオーズとあそぼう!                               | 第41巻       | |
| 2011年 | 7月号増刊・ゴーカイジャーとあそぼう!                                   | 第41巻       | |
| 2012年 | 5月号増刊・仮面ライダーフォーゼとあそぼう!                             | 第42巻       | |
| 2012年 | 7月号増刊・仮面ライダーフォーゼとあそぼう!                             | 第42巻       | |
| 2012年 | 8月号増刊・ゴーバスターズとあそぼう!                                   | 第42巻       | |
| 2013年 | 1月号増刊・仮面ライダーウィザードとあそぼう!                           | 第43巻第2号  | |

## 関連出版物
- 講談社コミックスTVマガジン - 本誌掲載の漫画を単行本する時のレーベル。
- テレビマガジン・カラームック
- テレビマガジン・カラースペシャル
- テレビマガジン・グレート百科
- テレビマガジン・でかでかポスターブック
- テレビマガジン特別編集
- テレビマガジンデラックス